# Spytek Melsztyński (zm. ok. 1503)
Spytek Melsztyński lub Spytek z Melsztyna Tarnowski herbu Leliwa (zm. w 1503 lub 1504) – kasztelan zawichojski, dworzanin królewski, student na Uniwersytecie Krakowskim, kleryk w latach 1454–1455.
Był synem Spytka III (zm. 1439). Jego bratem był Jan Melsztyński (zm. ok. 1474) rycerz, dworzanin, bernardyn. Został mężem Katarzyny Giżyckiej, której ojcem był Wincenty Giżycki (XV w.) marszałek książąt mazowieckich, kasztelan wiski.
Miał córkę Annę, poślubioną 15 marca 1510 r. przez Mikołaja Kamienieckiego.
Został właścicielem Klimkówki i Sieniawy.
Prawdopodobnie ku czci Spytka IV powstał w XV w. łaciński wiersz Spythko, tua virtus meritis coniuncta priori.